# Гаррі О. Гойт
Гаррі О. Гойт (англ. Harry O. Hoyt; 6 серпня 1885 — 29 липня 1961) — американський сценарист і режисер, чия кар'єра почалася в епоху німого кіно. Його фільм «Загублений світ», заснований на книзі Артура Конан Дойла, відрізняється, як новаторськими зусиллями у використанні руху анімації так і іншими цікавими моментами. Він був братом актор Артура Гойта, який з'явився в «Загубленому світі».

## Вибрана фільмографія
- «Зірвиголова Джек» (1920)
- «Загублений світ» (1925)
- «Повернення Бостон Блекі» (1927)
- «Кленсі з Монтеду» (1933)
- «Загроза джунглів» (1937)